# Guyans-Vennes
Guyans-Vennes är en kommun i departementet Doubs i regionen Bourgogne-Franche-Comté i östra Frankrike. Kommunen ligger i kantonen Pierrefontaine-les-Varans som tillhör arrondissementet Pontarlier. År 2022 hade Guyans-Vennes 847 invånare.

## Befolkningsutveckling
Antalet invånare i kommunen Guyans-Vennes
Referens:INSEE